# Wilton (California)
Wilton es un lugar designado por el censo (en inglés, census-designated place, CDP) ubicado en el condado de Sacramento, California, Estados Unidos. Según el censo de 2020, tiene una población de 5958 habitantes.

## Geografía
La localidad está ubicada en las coordenadas 38°24′47″N 121°12′46″O / 38.41306, -121.21278 (38.412977, -121.212718). Según la Oficina del Censo, tiene un área total de 75.12 kilómetros cuadrados, correspondientes en su totalidad a tierra firme.

## Demografía
Según la Oficina del Censo, en 2000 los ingresos medios de los hogares de la localidad eran de $68,774 y los ingresos medios de las familias eran de $76,111. Los hombres tenían ingresos medios por $54,028 frente a los $40,650 que percibían las mujeres. Los ingresos per cápita para la localidad eran de $28,568. Alrededor del 3.9% de la población estaba por debajo del umbral de pobreza.
De acuerdo con la estimación 2016-2020 de la Oficina del Censo, los ingresos medios de los hogares de la localidad son de $107,411 y los ingresos medios de las familias son de $116,250. Los ingresos per cápita en los últimos doce meses, medidos en dólares de 2020, son de $46,392.  Alrededor del 10.6% de la población está por debajo del umbral de pobreza.